# Иван Вайсов
Иван Августинов Вайсов е български археолог – специалист по праистория.

## Биография
Иван Вайсов е роден на 26 февруари 1957 година в град Пиещяни, Словакия, в словашко-българското семейство на Августин Вайс и Хенриета Тодорова. След разтрогване на брака им живее в град София.
Завършва основното си образование в 93-то училище „Александър Тодоров – Балан“ в гр. София. През 1975 година завършва средното си образование в Техникума за художествени занаяти, специалност художествена дърворезба. След това е стажант в лабораторията за консервация и реставрация при Националния институт за паметници на културата към Министерството на културата. През периода 1975 – 1977 година отбива военната си служба в Ямбол и Плевен, а от 1977 до 1981 година учи археология в Университета „Коменски“ в град Братислава, Чехословакия. Специализира праистория при проф. Бохуслав Новотни. През 1984 година защитава докторат в същия университет. Придобива образователната и научна степен „доктор по философия“ (PhDr). През 1981 годна за кратко работи в Окръжния исторически музей в гр. Търговище, а през 1982 г. и в Окръжния исторически музей в гр. Добрич.
От 1982 година Иван Вайсов работи в Националния археологически институт с музей при БАН. С този институт е свързана и цялата му научна дейност. Специалист по праистория към Секцията по праистория в същия институт. Известно време е бил секретар на същата секция.

## Научна дейност
Иван Вайсов изследва проблемите на: неолитизацията на Балканите, неолитните, енеолитните и раннобронзовите култури в България. Известен е с научните си разработки за:
- Преходния период между енеолита и бронзовата епоха, като въвежда в научно обръщение термина Протобронзова епоха (Протобронзов културен хоризонт)[2][3],
- с изследванията си за появата на най-ранните метални ками в Европа – първите метални прободни оръжия в Европа[4] и
- изследванията си на най-ранния, Монохромен неолит в Централна Северна България.[5][6]
- Известен е и с изследванията си върху праисторическата антропоморфна пластика, където акцентът пада върху формалната типология и специфичните особености при пластичното изграждане на анатомичния модел на фигурките. Повлиян от структурализма и трудовете на Жан Пиажé, възприема знанието не като сумиране на факти, а като вътрешно организирана (структурирана) система – парадигма, която определя и научния му подход към темата.[7] Проявява скептицизъм към универсалната теория за свързването на праисторическата антропоморфна пластика с култа към Великата богиня-майка.[8][9][10][11][12][13] В съответствие с някои от идеите на Пиер Бурдийо относно йерархичните отношения между хабитуса и хабитата, той изследва статусните различия и тяхното възпроизводство в праисторическото общество и чрез тях се опитва да обясни, откриването на многобройни разчленени праисторическите женски керамични фигурки и наличието на значителен брой мъжки такива в някои праисторически обекти.[14]
- Известен с резултатите и публикациите за археологическите и геофизични проучвания на Археологически комплекс „Дуранкулак“ и Големия остров и тези на Дуранкулашкато езеро и прилежащия черноморски шелф[15][16]
- Известен с участието си в гръцко-български проект за проучване на неолитното селище Промахон-Тополница и публикациите представящи резултатите от проучванията[17][18][19] и др.

От 2007 г. използва и безпилотни летателни апарати (дрон) за изготвяне на подробна теренна документация и 3D модели на терена и археологически структури.
Занимава се с проблемите на компютризацията в археологията и с тези, свързани с приложението на сериацията и кореспондиращия анализ като методи за хронологическо стратифициране на археологическите комплекси.
Придобил извесност и със съвместните публикации с Хенриета Тодорова за: „Неолитната епоха в България“ и за „Праисторическите украшения в България“.

### Теренни археологически проучвания
Иван Вайсов е археолог с дългогодишна теренна практика. Още като гимназист участва в археологическите проучвания на: селищните могили Овчарово (1971 – 1973) и Поляница (1973 – 1974) и на неолитното селище при град Шабла, Добричко (1974).
- 1977 – член на екипа, проучващ неолитното селище Овчарова гората, Търговишко.
- 1978 – участва в археологическите проучвания на некропол от бронзовата епоха при Нижна Мишла, Словакия.
- 1977 – 2004 – член на екипа, проучващ Археологически комплекс „Дуранкулак“.[24]
- от 2015 год, заедно с Владимир Славчев (РИМ-Варна), е ръководител на проучванията на Археологически комплекс „Дуранкулак“ – Големия остров.[25]
- 1981 – 1982 – член на екипа, проучващ къснонеолитно селище Подгорица, Търговишко.
- 1982 – заместник ръководител на археологическите проучвания на селищната могила Омуртаг, обл. Търговище.
- 1980 – 1992 – член на екипа, проучващ праисторическото селище Промахон-Тополница, български сектор Тополница, община Петрич, обл. Благоевград. От 1986 е заместник ръководител на археологическите проучвания.
- 1983 – член на екипа, проучващ енеолитно и раннобронзово селище Негованци, Пернишко.
- 1983 – 1984 – заместник ръководител на археологическите проучвания в м. Резервата, при с. Дриново, обл. Търговище.
- 1984 – член на екипа, проучващ раннонеолитно селище в м. „Луканово дърво“ при с. Градешница, обл. Враца.
- 1987 – член на екипа, проучващ пещера с пещерни рисунки при с. Байлово, Софийско.
- 1991 – заместник ръководител на археологическите проучвания на неолитното селище при с. Копривец, община Бяла, обл. Русе.[26]
- 1993 – 2003 – участник от българска страна в съвместното проучване на неолитното селище Промахон-Тополница, сектор Промахон (Гърция).[27][28][29][30]
- 2010 – 2011 – ръководител на интердисциплинарни проучвания на Промахон-Тополница, сектор Тополница (България), община Петрич, обл. Благоевград.[31][32]
- 2010 г. член на изследователския екип, обработващ керамичния комплекс от раннобронзовото селище Скала Сотирос, о-в Тасос, Гърция.
- 2011 – ръководител на интердисциплинарни проучвания на неолитното селище Юрчешме, до с. Бата, община Поморие, обл. Бургас.[33]
- 2011 – 2012 – ръководител на интердисциплинарните и археологическите проучвания на неолитното селище Курт Орман при с. Бата, община Поморие, обл. Бургас.[34][35]
- 2012 – ръководител на интердисциплинарни проучвания на неолитното селище Курило-Кременица, кв. Курило, гр. Нови Искър, община София.[36][37]
- 2013 – ръководител на геофизичните и археологически проучвания на неолитно селище Копривец, с. Копривец, община Бяла, област Русе.[38][39][40]
- 2013 – ръководител на геофизичните проучвания на неолитно селище Извор, община Сливница, обл. София.[41]
- 2014 – ръководител на спасителни теренни археологически проучвания на „Обект № 13“ – Турската воденица, ЛОТ2 от АМ „Струма“, северно от с. Мурсалево, Кюстендилска област.[42]
- 2014 – ръководител на предварителните теренни археологически проучвания на неолитно селище Извор, обект № 10 по трасето на „Междусистемната газова връзка България – Сърбия“, община Сливница, обл. София.[43]
- 2015 – ръководител на спасителни теренни археологически проучвания на северната част от неолитно селище Извор, обект № 10A по трасето на „Междусистемна газова връзка България – Сърбия“.[44]
- 2015, 2019 – 2020 – ръководител на недеструктивни проучвания (издирвания на археологически обекти с методите на геомагнетика – геомагнитно картиране) на западния бряг на Дуранкулашкото езеро при с. Дуранкулак, община Шабла, област Добрич.[45][46][47]
- 2015 – ръководител на недеструктивни проучвания (издирвания на археологически обекти с методите на геомагнетика – геомагнитно картирани) на праисторическото селище Магарицата, община Борово, област Русе.[48]
- 2016 – заместник ръководител на предварителните археологически проучвания на праисторическото селище при с. Дамяница, община Сандански, обл. Благоевград.[49]
- 2017 – съръководител на етап 1 и етап 2 от археологическите проучвания на праисторическото селище при с. Дамяница, община Сандански, обл. Благоевград.[50][51][52]
- 2018 – ръководител на археологически проучвания на неолитното селище Копривец, с. Копривец, община Бяла, обл. Русе.[53]
- 2019 – ръководител на предварителното и на пълното спасително теренно археологическо проучване на обект 43/4000 от „Разширението на северната газопреносна мрежа на Булгартрансгаз ЕАД“, м. Кремика, с. Бохот, община Плевен.[54][55]
- 2019 – съръководител на етап 2 и етап 3 от археологическо проучване на праисторическото селище Голо бърдо, обект 50/4007 от „Разширението на северната газопреносна мрежа на Булгартрансгаз ЕАД“, м. „Голо бърдо“, с. Градище, община Левски, обл. Плевен.[56][57][58]
- 2012, 2021 – ръководител на подводни, недеструктивни проучвания на Деранкулашкото езеро и прилежащия черноморски шелф.[59][60][61]